# Dag van de Ambachten

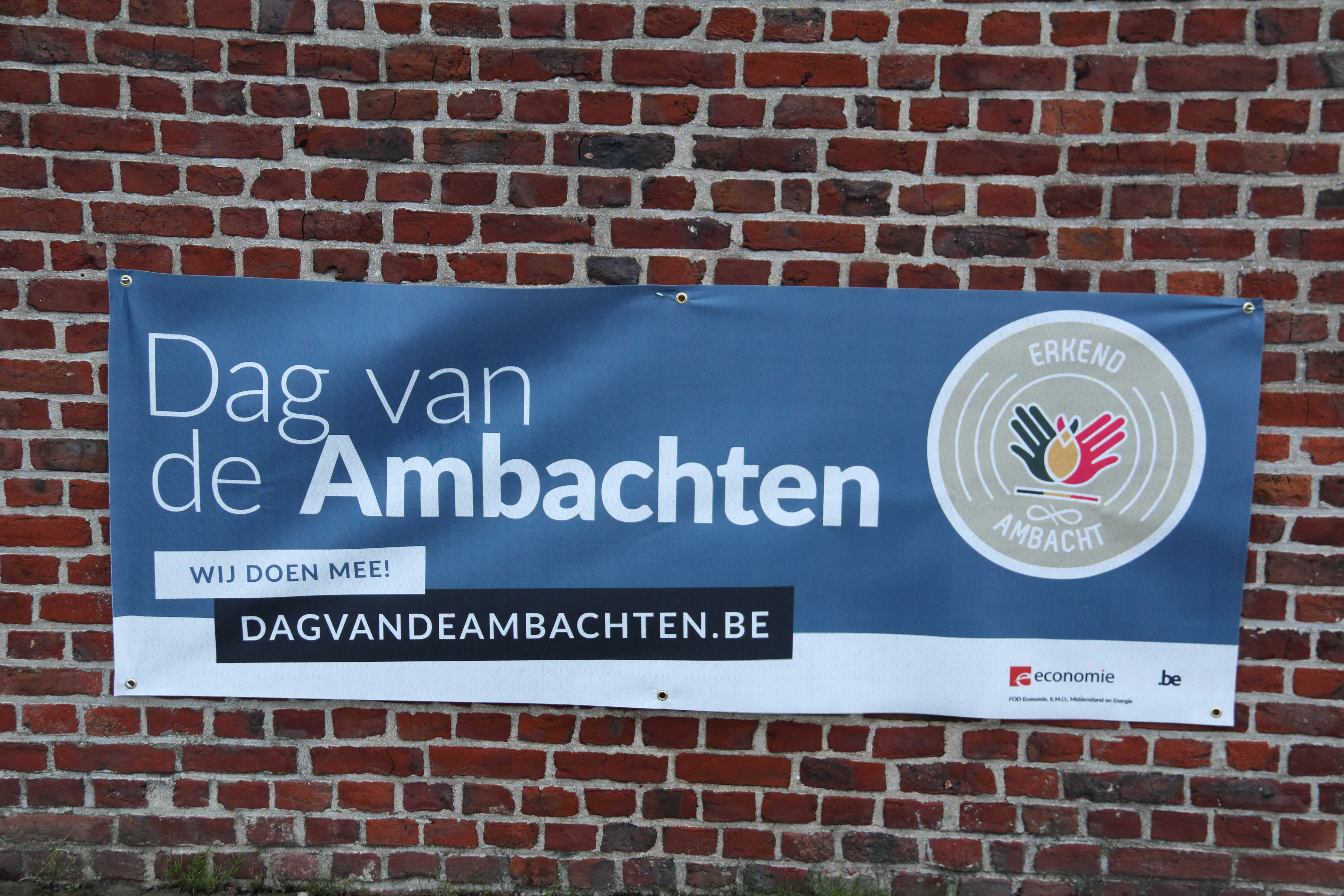
Dag van de Ambachten 2023 aan Stokerij Jonasberg in Zottegem

De Dag van de Ambachten (Frans:Journée de l'Artisan, Duits:Tag des Handwerks) is een themadag in België. De dag wordt sinds 2006 georganiseerd door de FOD Economie met de steun van de minister van Middenstand en KMO's. Het doel van de Dag van de Ambachten is de kennis en het talent van Belgische ambachtslui voor het voetlicht te plaatsen. Tijdens de dag openen erkende ambachtslieden (ongeveer 2000, met het logo Erkend ambacht) de deuren.